# 劉皇后 (後唐末帝)
刘皇后（?—936年），应州浑元县（今山西省应县）人，后唐末帝李从珂的皇后，刘茂威（或作刘茂成）的女儿。生李从珂长子李重吉。
李从珂初封潞王。后唐明宗天成年间，刘氏被封为沛国夫人。李从珂起兵推翻闵帝李从厚期间，李从厚杀死李重吉。清泰元年（934年）七月，百官数次上表，请立中宫，刘皇后遂被李从珂立为皇后。刘皇后性格强戾，末帝李从珂很害怕她。她弟弟刘延皓开始是李从珂的牙将，李从珂即位，拜刘延皓为宫苑使、宣徽南院使。清泰二年（935年），为枢密使、天雄军节度使（驻鄴城），这都是刘皇后的缘故。刘延皓为人谨厚，显贵后改节变坏，贪污受贿，掠人园宅，在鄴城不能体恤军士，军士皆怒。捧圣都虞候张令昭派他的屯驻兵驱逐刘延皓，刘延皓投至相州。当时，石敬瑭已反，刚刚用兵，张令昭又作乱。张令昭紧闭城门，派遣他的副使边仁嗣请朝廷任命他为节度使。李从珂以张令昭为右千牛卫将军，权知天雄军府事。然后遣范延光征讨张令昭，张令昭败走邢州，范延光追至沙河，斩杀张令昭，作乱的屯驻诸军三千余人都因此而死。有司请杀刘延皓正军法，李从珂因为皇后的缘故，只削其官爵。晋高祖石敬瑭攻入洛阳，刘皇后与李从珂一起自焚。

## 延伸阅读
[在维基数据编辑]
 《舊五代史·卷49》，出自薛居正《舊五代史》
 《新五代史·卷16》，出自歐陽修《新五代史》